# Xenophon P. Wilfley
Xenophon P. Wilfley (Mexico, 1871. március 18. – Saint Louis, 1931. május 4. vagy 1931. május 5.) az Amerikai Egyesült Államok szenátora (Missouri, 1918).